# Dyschoriste pilifera
Dyschoriste pilifera là một loài thực vật có hoa trong họ Ô rô. Loài này được Hutch. mô tả khoa học đầu tiên năm 1946.